# Carmen J. Cavezza

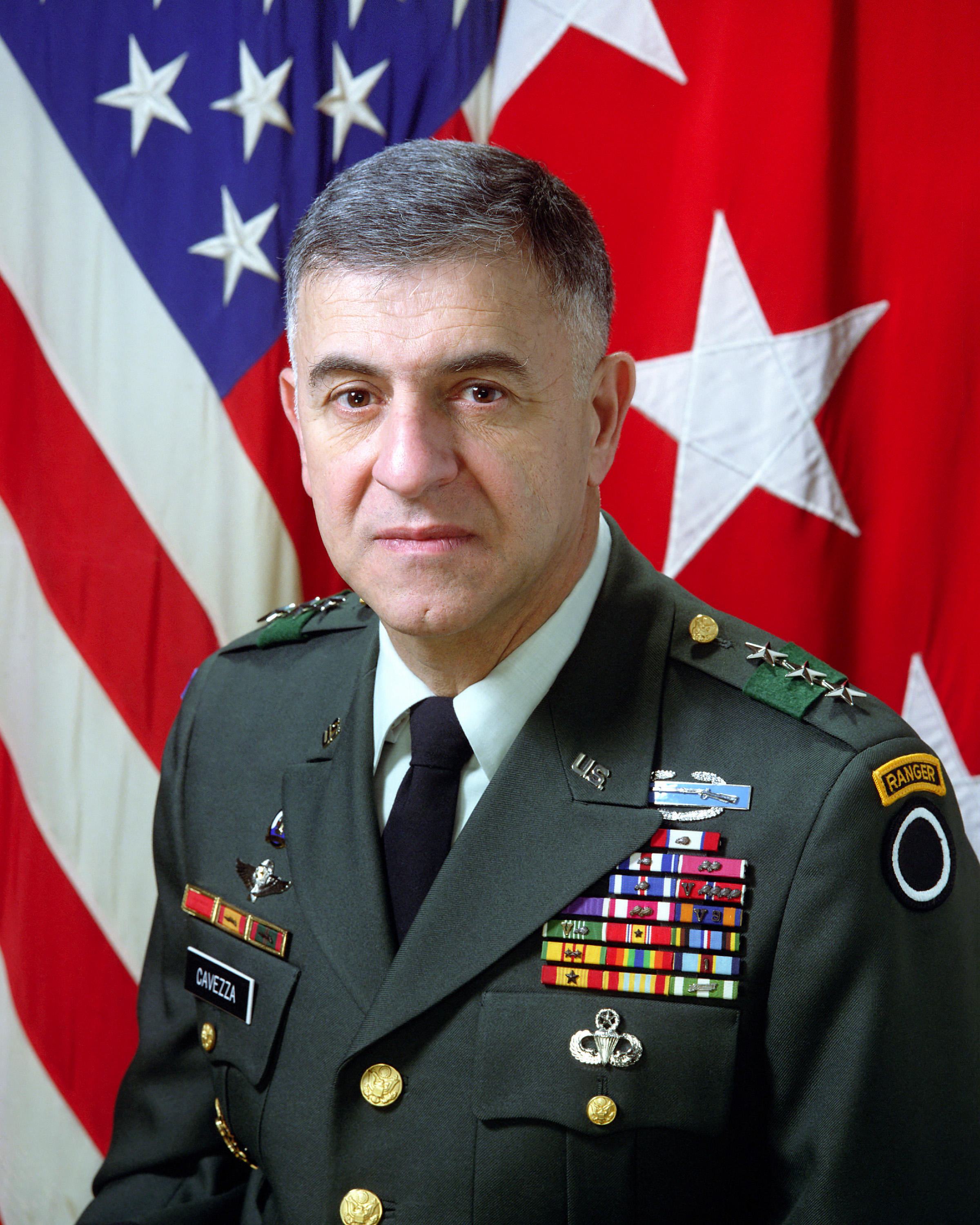
Carmen J. Cavezza

Carmen James Cavezza (* 15. November 1937 in Scranton, Lackawanna County, Pennsylvania) ist ein pensionierter Generalleutnant der United States Army. Er kommandierte unter anderem das I. Korps. 
Über die Militärschule The Citadel in Charleston in South Carolina gelangte Carmen Cavezza im Jahr 1961 in das Offizierskorps des US-Heeres. Dort wurde er als Leutnant der Infanterie zugeteilt. In der Armee durchlief er anschließend alle Offiziersränge vom Leutnant bis zum Drei-Sterne-General.
Im Lauf seiner militärischen Karriere absolvierte Cavezza verschiedene Kurse und Schulungen. Dazu gehörten unter anderem der Infantry Basic Officer Course, der Infantry Advanced Officer Course, das United States Marine Corps Command and Staff College sowie das National War College. Zudem erhielt er akademische Grade von der University of Miami, der Elliott School of International Affairs und der George Washington University.
In seinen jüngeren Jahren absolvierte er den für Offiziere in den niederen Rangstufen üblichen Dienst in verschiedenen Einheiten und Standorten. Im weiteren Verlauf seiner Laufbahn kommandierte er Einheiten auf fast allen militärischen Ebenen. Zwischenzeitlich wurde er auch als Stabsoffizier verwendet. In den 1960er Jahren war er zwei Mal im Vietnamkrieg eingesetzt. Während seines zweiten Einsatzes war er Stabsoffizier für Operationen (S3) in einem Bataillon der 25. Infanteriedivision. Später wurde er nach Südkorea versetzt, wo er Bataillonskommandeur bei der 2. Infanteriedivision wurde.
Von 1981 bis 1983 kommandierte Carmen Cavezza die 197. Infanteriebrigade in Fort Benning. Anschließend war er Stabschef bei der militärischen Organisation U.S. Army Infantry Center and School, ebenfalls in Fort Benning. Danach war er zunächst Stabsoffizier bei der 82. Luftlandedivision in Fort Bragg in North Carolina und dann beim Department of the Army in Washington, D.C.  Zwischen Juni 1988 und Mai 1990 hatte Cavezza den Oberbefehl über die 7. Infanteriedivision. Dabei war seine Division bei der US-Invasion in Panama eingesetzt. Am 15. November 1991 übernahm er das Kommando über das I. Korps in Fort Lewis im Bundesstaat Washington, das er bis zum 8. Juli 1994 innehatte. Im Oktober 1994 schied er aus dem aktiven Militärdienst aus. 
Nach seiner Pensionierung zog Carmen Cavezza nach Columbus in Georgia. Dort war er Vorstandsmitglied der Non-Profit-Organisation Columbus ’96 das sich erfolgreich für die Austragung der olympischen Softballwettbewerbe in Columbus einsetzte. Zu diesem Zweck wurde der dortige Golden Park reaktiviert. Im Mai 1997 übernahm Carmen Cavezza eine führende Position (City Manager) in der Stadtverwaltung von Columbus. Von 2005 bis 2012 gehörte er als Direktor der Leitung des Cunningham Centers an der Columbus State University an. Danach war er bis 2017 Vorsitzender der Stiftung National Infantry Foundation für das nationale Infanterie Museum (National Infantry Foundation for the National Infantry Museum). Im Januar 2017 zog er sich endgültig in den Ruhestand zurück.

## Orden und Auszeichnungen
Carmen Cavezza erhielt im Lauf seiner militärischen Laufbahn unter anderem folgende Auszeichnungen:
- Army Distinguished Service Medal (3-Mal)
- Silver Star (2-Mal)
- Legion of Merit (3-Mal)
- Distinguished Flying Cross  (2-Mal)
- Bronze Star Medal  (5-Mal)
- Air Medal (8-Mal)
- Purple Heart
- Meritorious Service Medal  (3-Mal)